# 安格勒山
47°17′40″N 10°11′11″E / 47.29444°N 10.18639°E

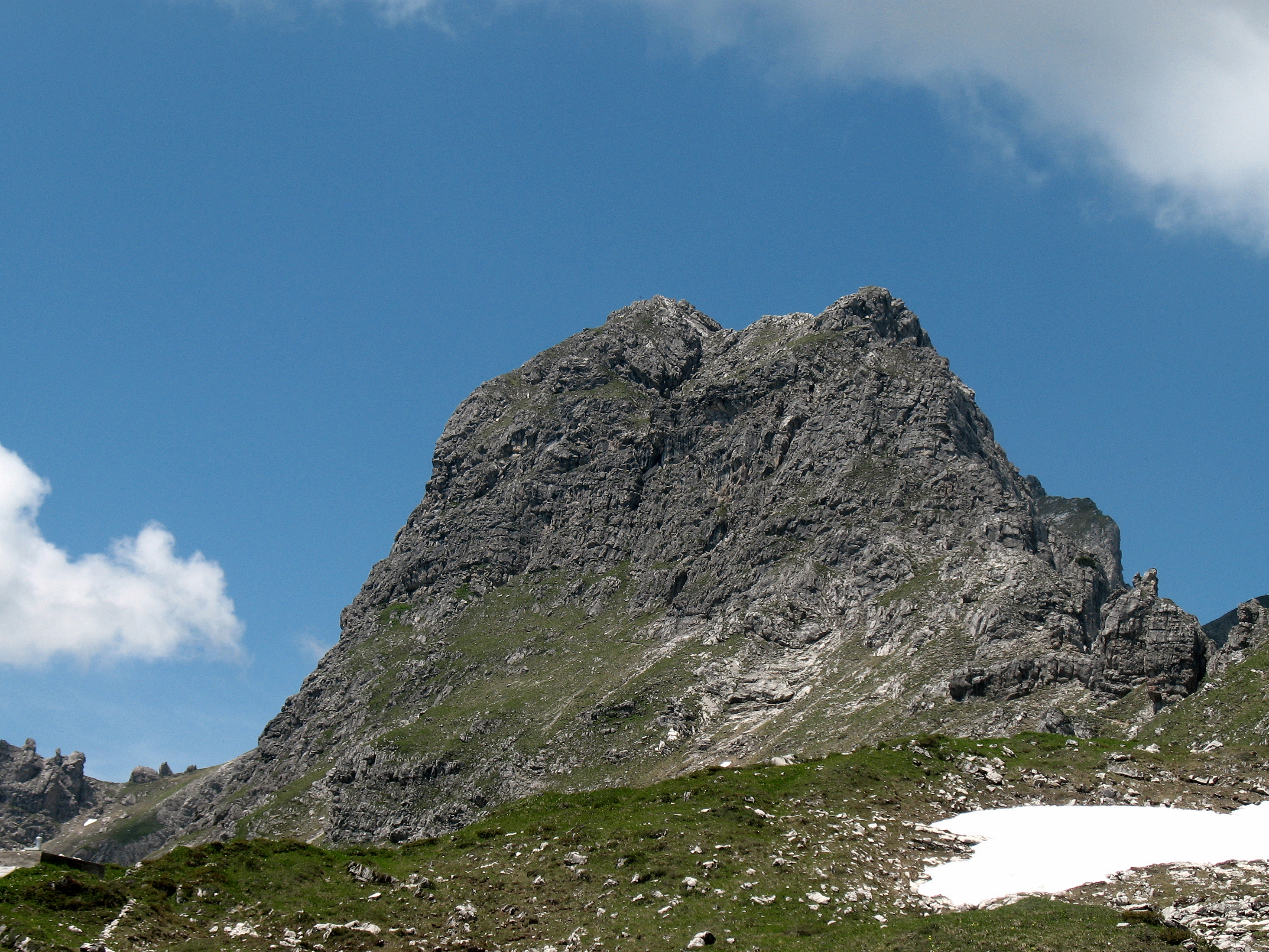

安格勒山（德語：Angererkopf），是中歐的山峰，位於德國和奧地利接壤的邊境，屬於阿爾高阿爾卑斯山脈的一部分，距離利謝爾山0.3公里，海拔高度2,263米，每年平均降雨量1,730毫米。